# Gao Dao Sheng
Gao Dao Sheng (Chinês: 高道生; também romanizado como Kao Tao-Sheng; Gao Daosheng) (1915, Shandong - 2008, Shandong) foi um artista marcial chinês, criador da escola Changquan Tanglang (Chinês: 長拳螳螂拳): "louva-a-deus do punho longo".

## Biografia
Filho de um humilde ferreiro, Gao Dao Sheng nasceu em 1915, em Shandong. Na adolescência, começou a praticar artes marciais chinesas. Seu primeiro professor foi Fan Zhong Ching, com quem praticou, por três anos, o estilo Digongquan (地功拳). Começou a aprender o Louva-a-Deus do Norte (Bei Tanglangquan 北螳螂拳) um pouco mais tarde, quando frequentou a filial da Academia Central de Artes Nacionais (Guoshu) em Qingdao. Em outra filial da Academia, em Jinan, começou a aprender Shaolin do Norte (Bei Shaolin, 北少林). Também estudou o Wudangquan (武當拳) com o monge taoista Fa Zhou. Ao mudar-se para Fushan, tornou-se discípulo do Mestre Wang Song Ting, importante representante do estilo Shaolin do Norte. Com o Mestre Wang, Gao Dao Sheng treinou durante oito anos, especializando-se no "Punho Longo de Shaolin" (Bei Shaolin Changquan, 北少林長拳) e no Louva-a-Deus.
Em 1937, mesmo ano em que se alistou no exército nacionalista a fim de se juntar na luta contra a invasão japonesa, Gao Dao Sheng tornou-se professor de artes marciais em Qingdao. Entre 1949 e 1950, no contexto da Revolução Comunista Chinesa, assim como muitos outros militares e artistas marciais ligados ao Partido Nacionalista, foi obrigado a deixar a China Continental e mudou-se para Taipé, em Taiwan. Continuou atuando como militar até aposentar-se em 1961, quando passou a dedicar-se exclusivamente às artes marciais.
Sua primeira escola em Taiwan foi a "Academia Xin (Hsin) Sheng de Guoshu (Kuoshu)", em Taipei, inaugurada em 1961. Em 1977, estabeleceu a "Associação de Louva-a-deus do Punho Longo (Changquan Tanglang, 長拳螳螂拳)" de Taiwan. Foi daí que surgiu o nome da sua linhagem de Louva-a-Deus. Changquan Tanglang não chega a ser um estilo próprio, mas um sistema que engloba os dois estilos mais famosos do Louva-a-Deus (Mei Hua Tanglanquan, 梅花螳螂拳, o "flor de ameixa", e Qi Xing Tanglangquan, 七星螳螂拳 o "sete estrelas") e os mescla com técnicas de Bei Shaolin Changquan, 北少林長拳. O nome "Associação de Changquan Tanglang" foi escolhido pelo Mestre Gao Dao Sheng como alternativa a simplesmente Tanglang Men (螳螂門), "Escola de Louva-a-Deus", cujo registro já era existente na Federação de Guoshu de Taiwan.
Gao Dao Sheng tem a reputação de ter sido um mestre bastante rigoroso no treinamento e tornou-se muito conhecido na China e no exterior, tendo recebido matérias e reportagens em veículos de prestígio nos Estados Unidos, na França e no Japão. Ele formou dezenas de mestres de diversas nacionalidades. Não somente chineses, mas também australianos, americanos, sauditas, belgas, franceses, peruanos, britânicos e japoneses, o que colaborou para a difusão da sua linhagem pelo mundo. Gao Dao Sheng faleceu em Shandong em 2008.